# Cratere Réaumur
Réaumur è un cratere lunare di 51,25 km situato nella parte sud-orientale della faccia visibile della Luna.